# Villanueva del Arzobispo (kommun)
Villanueva del Arzobispo är en kommun i Spanien.   Den ligger i provinsen Provincia de Jaén och regionen Andalusien, i den centrala delen av landet, 260 km söder om huvudstaden Madrid. Antalet invånare är 8 942.